# Communauté de communes Combrailles Sioule et Morge
Die Communauté de communes Combrailles Sioule et Morge ist ein französischer Gemeindeverband mit der Rechtsform einer Communauté de communes in Département Puy-de-Dôme in der Region Auvergne-Rhône-Alpes. Sie wurde am 19. Dezember 2016 gegründet und umfasst 29 Gemeinden. Der Verwaltungssitz befindet sich im Ort Manzat.

## Historische Entwicklung
Der Gemeindeverband entstand mit Wirkung vom 1. Januar 2017 durch die Fusion der Vorgängerorganisationen  
- Communauté de communes des Côtes de Combrailles,
- Manzat Communauté und

Zugang von fünf weiteren Gemeinden der Communauté de communes du Pays de Menat.

## Mitgliedsgemeinden
| Gemeinde                                           | Einwohner 1. Januar 2022 | Fläche km² | Dichte Einw./km² | Code INSEE | Postleitzahl |
| -------------------------------------------------- | ------------------------ | ---------- | ---------------- | ---------- | ------------ |
| Beauregard-Vendon                                  | 1.323                    | 7,33       | 180              | 63035      | 63460        |
| Blot-l’Église                                      | 441                      | 25,29      | 17               | 63043      | 63440        |
| Champs                                             | 421                      | 15,13      | 28               | 63082      | 63440        |
| Charbonnières-les-Vieilles                         | 1.161                    | 32,62      | 36               | 63093      | 63410        |
| Châteauneuf-les-Bains                              | 311                      | 16,92      | 18               | 63100      | 63390        |
| Combronde                                          | 2.142                    | 18,00      | 119              | 63116      | 63460        |
| Davayat                                            | 646                      | 2,33       | 277              | 63135      | 63200        |
| Gimeaux                                            | 388                      | 2,19       | 177              | 63167      | 63200        |
| Jozerand                                           | 564                      | 10,76      | 52               | 63181      | 63460        |
| Les Ancizes-Comps                                  | 1.714                    | 21,20      | 81               | 63004      | 63770        |
| Lisseuil                                           | 108                      | 6,88       | 16               | 63197      | 63440        |
| Loubeyrat                                          | 1.431                    | 23,93      | 60               | 63198      | 63410        |
| Manzat                                             | 1.417                    | 39,06      | 36               | 63206      | 63410        |
| Marcillat                                          | 342                      | 11,76      | 29               | 63208      | 63440        |
| Montcel                                            | 559                      | 9,43       | 59               | 63235      | 63460        |
| Pouzol                                             | 270                      | 13,93      | 19               | 63286      | 63440        |
| Prompsat                                           | 476                      | 4,23       | 113              | 63288      | 63200        |
| Queuille                                           | 282                      | 10,03      | 28               | 63294      | 63780        |
| Saint-Angel                                        | 474                      | 17,89      | 26               | 63318      | 63410        |
| Saint-Gal-sur-Sioule                               | 148                      | 9,52       | 16               | 63344      | 63440        |
| Saint-Georges-de-Mons                              | 2.003                    | 34,15      | 59               | 63349      | 63780        |
| Saint-Hilaire-la-Croix                             | 372                      | 16,21      | 23               | 63358      | 63440        |
| Saint-Myon                                         | 553                      | 5,51       | 100              | 63379      | 63460        |
| Saint-Pardoux                                      | 428                      | 15,99      | 27               | 63382      | 63440        |
| Saint-Quintin-sur-Sioule                           | 387                      | 14,32      | 27               | 63390      | 63440        |
| Saint-Rémy-de-Blot                                 | 247                      | 15,22      | 16               | 63391      | 63440        |
| Teilhède                                           | 519                      | 11,82      | 44               | 63427      | 63460        |
| Vitrac                                             | 338                      | 13,23      | 26               | 63464      | 63410        |
| Yssac-la-Tourette                                  | 396                      | 2,14       | 185              | 63473      | 63200        |
| Communauté de communes Combrailles Sioule et Morge | 19.861                   | 427,02     | 47               | –          | –            |